# Gottrazhofen
Gottrazhofen ist ein Teilort von Christazhofen, einem Ortsteil der Gemeinde Argenbühl im baden-württembergischen Landkreis Ravensburg.

## Geografie
Der Weiler liegt an einer Schleife der Unteren Argen, die im Westen vorbeifließt, knapp zwei Kilometer südwestlich von Christazhofen. Im Norden berührt der Tobelbach den Ort, bevor er in die Untere Argen mündet.
Gottrazhofen wird von der Landesstraße L320 durchquert. Sie führt zur westlich verlaufenden L 265.
Zu Gottrazhofen gehören auch die Wohnplätze Auf der Staig, Altbuch, Gschwend und Riesers.

## Sehenswertes
- Marienkapelle Gottrazhofen: Die neugotische Kapelle entstand 1861/62 anstelle einer abgebrochenen Holzkapelle.[2]
- Wasserkraftwerk Gottrazhofen, 1925 erbaut. Ein vom Argenstausee kommende unterirdische Druckleitung versorgt drei Francisturbinen.
- Hammerschmiede, 1602 erstmals erwähnt, bis heute in Betrieb[3]